# 御器所駅
御器所駅（ごきそえき）は、愛知県名古屋市昭和区御器所通3丁目にある、名古屋市営地下鉄の駅である。鶴舞線と桜通線が乗り入れる。
名古屋市昭和区役所が近隣にあることから、副駅名として昭和区役所が案内板に付与されている。

## 歴史
- 1977年（昭和52年）3月18日：鶴舞線御器所駅開業。
- 1994年（平成6年）3月30日：桜通線の駅が開業[2]。乗換駅となる[2]。
- 2011年（平成23年）5月28日：桜通線可動式ホーム柵使用開始。

## 駅構造
鶴舞線は相対式2面2線のホーム、桜通線は島式1面2線のホームを持つ地下駅で、桜通線のホームには可動式ホーム柵が設置されている。いずれも有効長は20m車8両編成まで対応している。エレベーターは桜通線ホーム側にのみある。両線とも当駅付近は深い場所を通っているためにホームもかなり深く、桜通線のホームは地上から約22mの位置にある。当駅の場合、丸の内駅においては乗り換えが3分以上かかるのに対して、短時間で乗り換えが可能である。ただし、当駅の鶴舞線ホームは相対式のため、行き先によって利用する階段・エスカレーター・エレベーターが異なる。
当駅は、桜通線駅務区今池管区駅が管轄している。
コンコースと地上出口については、駅開業当初は現在の東改札口につながるものしかなかったが、桜通線開通時に桜通線の真上にもコンコースと改札口が設けられ、こちらにつながる出口も整備された。したがって桜通線開通までは、鶴舞線他駅と同様の駅構造であったといえよう。
桜通線ホームと鶴舞線八事・赤池・豊田市方面ホームを結ぶ連絡通路には、2017年（平成29年）7月18日より「ローソン名古屋地下鉄御器所駅店」が設置されている。かつてはミニコンビニ「サークルKミニ名古屋御器所店」があったが、契約満了のため2017年（平成29年）3月2日に閉店した。

### のりば

御器所駅構内図
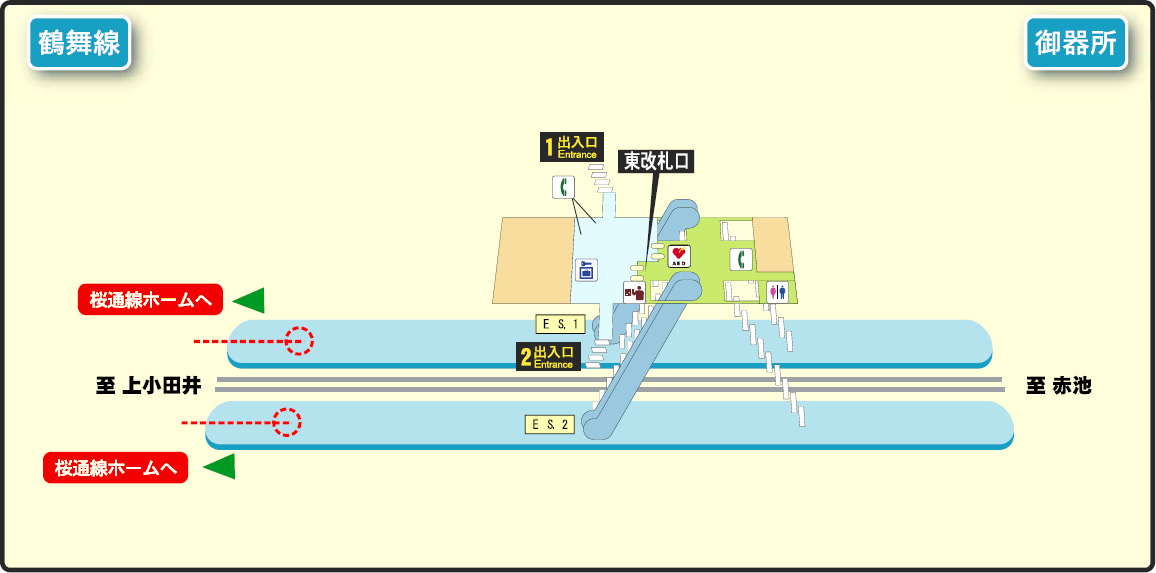
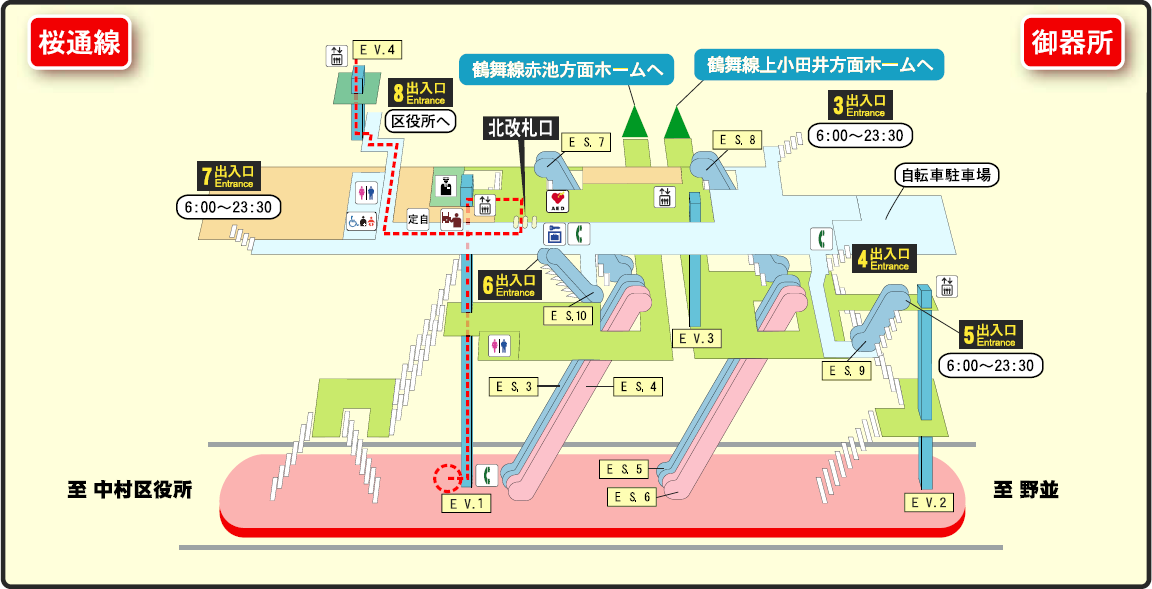

| ホーム | 路線   | 行先                     |
| ------ | ------ | ------------------------ |
| 1      | 鶴舞線 | 八事・赤池・豊田市方面   |
| 2      | 鶴舞線 | 伏見・上小田井・犬山方面 |
| 3      | 桜通線 | 新瑞橋・徳重方面         |
| 4      | 桜通線 | 今池・名古屋・太閤通方面 |

- 御器所駅構内図

## 利用状況
| 年度               | 鶴舞線乗車人員(人/日) | 桜通線乗車人員(人/日) | 乗車人員合計(人/日) |
| ------------------ | --------------------- | --------------------- | ------------------- |
| 2004年（平成16年） | 4,865                 | 4,667                 | 9,532               |
| 2005年（平成17年） | 5,201                 | 4,768                 | 9,969               |
| 2006年（平成18年） | 5,336                 | 4,694                 | 10,030              |
| 2007年（平成19年） | 5,197                 | 4,912                 | 10,109              |
| 2008年（平成20年） | 5,313                 | 4,899                 | 10,212              |
| 2009年（平成21年） | 5,246                 | 5,083                 | 10,329              |
| 2010年（平成22年） | 5,421                 | 5,004                 | 10,425              |
| 2011年（平成23年） | 5,074                 | 5,154                 | 10,228              |
| 2012年（平成24年） | 5,073                 | 5,196                 | 10,289              |
| 2013年（平成25年） | 5,205                 | 5,306                 | 10,511              |
| 2014年（平成26年） | 5,272                 | 5,418                 | 10,690              |
| 2015年（平成27年） | 5,520                 | 5,683                 | 11,203              |
| 2016年（平成28年） | 5,691                 | 5,860                 | 11,551              |
| 2017年（平成29年） | 5,669                 | 5,925                 | 11,594              |
| 2018年（平成30年） | 5,719                 | 5,927                 | 11,646              |
| 2019年（令和元年） | 5,736                 | 5,944                 | 11,680              |

※ 乗り換え人員は含まない。

## 駅周辺

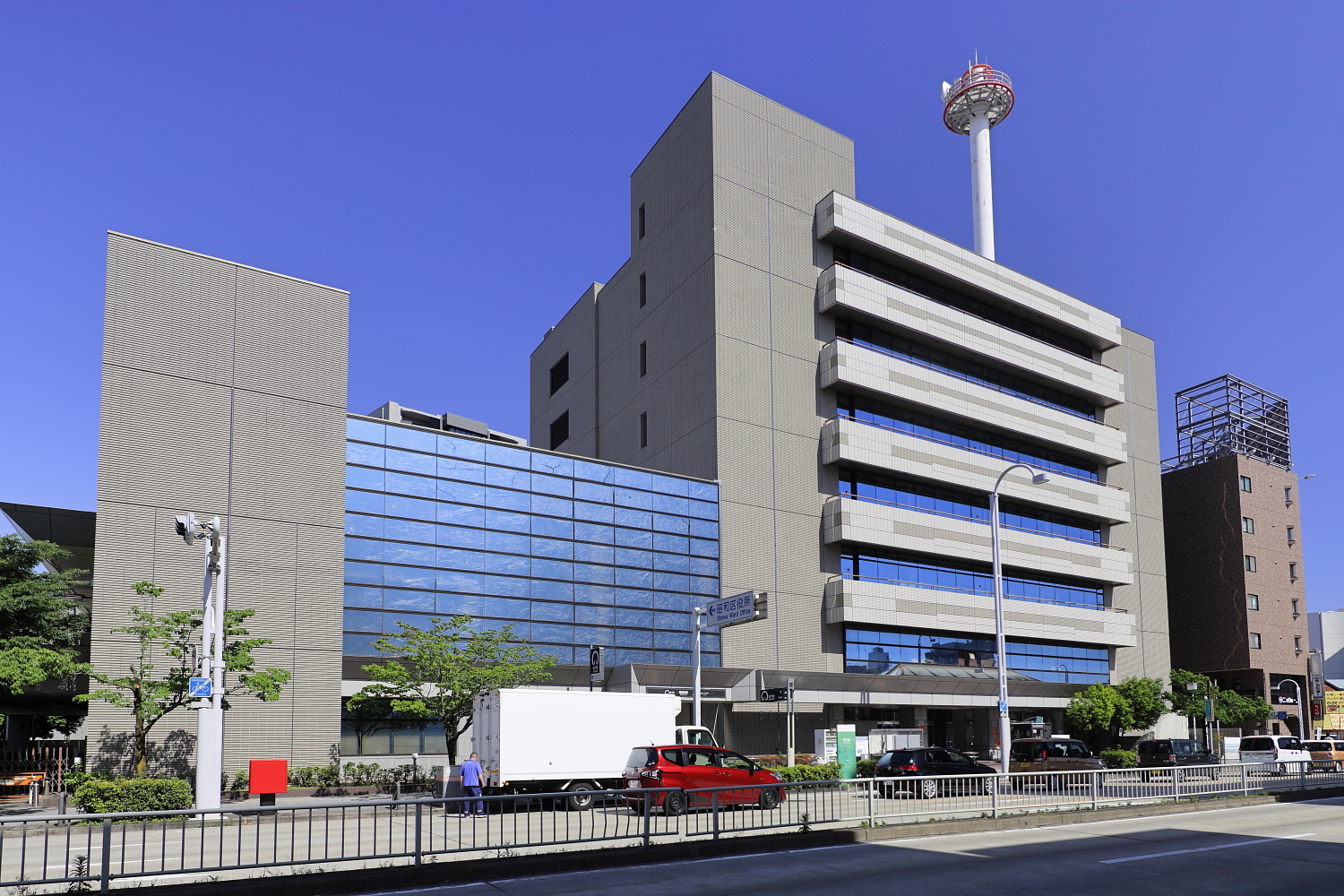
昭和区役所

周辺は共同住宅、店舗、事務所ビルが混在する住宅地区である。
- 御器所ステーションビル
  - 名古屋市交通局御器所営業所
  - 名古屋交通開発機構御器所事務所
- 名古屋市昭和区役所 - 連絡通路および8番出入口が設置されている。
  - 名古屋市昭和保健センター
- 名古屋市昭和消防署
- 昭和生涯学習センター
- AOKI御器所総本店
- 名古屋国際中学校・高等学校
- 学校法人柳城学院
  - 名古屋柳城女子大学
  - 名古屋柳城短期大学
- 名古屋市道山王線（山王通）
- 名古屋市道名古屋環状線（環状線）

## バス路線
名古屋市営バス「御器所通」バス停
- 栄20：栄～御器所通～新瑞橋・瑞穂運動場東
- 金山26：金山～御器所通～金山
- 吹上11：御器所通～大曽根
- 昭和巡回：御器所通～名古屋大学
- 御・金：御器所通～金山

※ かつては名鉄神宮前や新瑞橋（環状線経由）・笠寺駅などからのバスも存在したが1994年（平成6年）の桜通線開業後は路線数が減っている。営業所が近くにあるが日中に経由する系統や本数が少ないためバスターミナルは設置されていない。
JR東海バス「御器所通」バス停
- ドリームなごや号：東京駅～御器所通～名古屋駅

## 隣の駅
名古屋市営地下鉄
 鶴舞線
荒畑駅 (T11) - 御器所駅 (T12) - 川名駅 (T13)
 桜通線
吹上駅 (S09) - 御器所駅 (S10) - 桜山駅 (S11)